# Andrúsove
Andrúsove (en (ucraïnès): Андрусове) és un poble de la República Autònoma de Crimea a Ucraïna, que el 2014 tenia 886 habitants. Pertany al districte de Simferòpol.